# Roma Challenger 1993
Il Roma Challenger 1993 è stato un torneo di tennis facente parte della categoria ATP Challenger Series nell'ambito dell'ATP Challenger Series 1993. Il torneo si è giocato a Roma in Italia dal 26 aprile al 2 maggio 1993 su campi in terra rossa.

## Vincitori

### Singolare
Thierry Guardiola ha battuto in finale  Jean-Philippe Fleurian con il punteggio di 6–4, 6–2

### Doppio
David Nainkin /  Grant Stafford hanno battuto in finale  Danilo Marcelino /  Fernando Meligeni con il punteggio di 6–0, 6–1